# 日本総合病院精神医学会
一般社団法人日本総合病院精神医学会（英名：The Japanese Society of General Hospital Psychiatry、略称JSGHP）は、日本の医学系学会。1988年に設立された精神医学の専門領域の学会で、日本学術会議協力学術研究団体の一員である。所在地は東京都文京区本郷。
総合病院での精神医学に関心を持つ医師および医療従事者によって構成され、登録会員数は約1,800名（2008年度）。1988年以降、年1回の学術総会を開催し、高度医療や末期医療における精神医学、医療に関する研究・教育を推進している。

## 主な活動
主な事業活動は、学術講演会の開催と、会誌、書籍の発行、国際学術交流などである。